# Asmaløy
Asmaløy est une île de la commune de Hvaler, dans le comté d'Østfold en Norvège.

## Description
L'île de 9,1 km2 se trouve dans l'Oslofjord extérieur et est l'une des plus grandes îles de l'archipel de Hvaler avec Kirkøy. Rød est la ville principale de l'île.
Le tunnel de Hvaler (norvégien : Hvalertunnelen) relie Asmaløy à Kirkøy et le centre administratif de Skjærhalden. Elle est reliée à Spjærøy par un pont.
Vikerhavn est un petit port de pêche et un village situé dans la partie sud de l'île. L'auteur Johan Borgen a vécu à Asmaløy pendant de nombreuses années sur un site connu sous le nom de Knatten.

## Aires protégées
La partie extérieure sud-ouest de l'île fait partie du parc national d'Ytre Hvaler. En plus de cela, il existe quatre zones protégées sur Asmaløy :
- la réserve naturelle de Gravningen[3],
- la réserve naturelle de Kvernemyr[4],
- la réserve naturelle de Skipstadsand[5],
- la protection du biotope d'Åsebutjernet[6].